# Tallahassee Tennis Challenger 2021
Il Tallahassee Tennis Challenger 2021 è stato un torneo di tennis facente parte dell'ATP Challenger Tour del 2021. È stata la 21ª edizione del torneo e si è giocata dal 19 al 25 aprile 2021 sui campi in terra verde del Forestmeadows Tennis Complex di Tallahassee, negli Stati Uniti. Aveva un montepremi di €44.820 ($52.080) e rientrava nella categoria Challenger 80.
Si è giocato per la prima volta su campi in HydroCourt, terra rossa verde con sistema di irrigazione a regolazione automatica che bagna il campo da sotto. L'edizione del 2020 era stata annullata per la pandemia di COVID-19. La pandemia era ancora in corso e il torneo è stato disputato a porte chiuse.

## Partecipanti singolare

### Teste di serie
| Nazionalità   | Giocatore             | Ranking* | Testa di serie |
| ------------- | --------------------- | -------- | -------------- |
| Brasile       | Thiago Seyboth Wild   | 123      | 1              |
| Stati Uniti   | Denis Kudla           | 124      | 2              |
| India         | Prajnesh Gunneswaran  | 138      | 3              |
| Taipei cinese | Jason Jung            | 151      | 4              |
| Croazia       | Ivo Karlović          | 170      | 5              |
| Argentina     | Juan Manuel Cerúndolo | 174      | 6              |
| Kazakistan    | Dmitry Popko          | 180      | 7              |
| Stati Uniti   | Michael Mmoh          | 181      | 8              |

- Ranking al 12 aprile 2021.

### Altri partecipanti
Giocatori che hanno ricevuto una wild card:
- Martin Damm
- Ryan Harrison
- Toby Kodat

I seguenti giocatori sono entrati nel main draw come alternate:
- Thomaz Bellucci
- Pedro Sakamoto

I seguenti giocatori sono passati dalle qualificazioni:
- Agustín Velotti
- Filip Cristian Jianu
- Alexander Ritschard
- Alex Rybakov

## Punti e montepremi
| Torneo    | Torneo              | V     | F     | SF    | QF    | 2T  | 1T  | Q | Q2  | Q1  |
| Singolare | Punti               | 80    | 48    | 29    | 15    | 7   | 0   | 4 | 2   | 0   |
| Singolare | Premi in denaro ($) | 7 200 | 4 240 | 2 510 | 1 460 | 860 | 520 | – | 260 | 130 |
| Doppio    | Punti               | 80    | 48    | 29    | 15    | –   | 0   | – | –   | –   |
| Doppio    | Premi in denaro $   | 3 100 | 1 800 | 1 080 | 640   | –   | 360 | – | –   | –   |

## Vincitori

### Singolare
Jenson Brooksby ha sconfitto in finale  Bjorn Fratangelo con il punteggio di 6-3, 4-6, 6-3.

### Doppio
Orlando Luz /  Rafael Matos hanno sconfitto in finale  Sekou Bangoura /  Donald Young con il punteggio di 7-6(2), 6-2.